# Нора Галь
Но́ра Галь (настоящее имя — Элеоно́ра Я́ковлевна Гальпе́рина; 14 [27] апреля 1912, Одесса, Херсонская губерния — 23 июля 1991, Москва) — советская переводчица английской и французской литературы на русский язык, литературовед, критик и теоретик перевода, редактор. Прославилась переводом «Маленького принца» Сент-Экзюпери, «Постороннего» Камю, «Убить пересмешника» Харпер Ли и произведений мировой фантастики.

## Биография

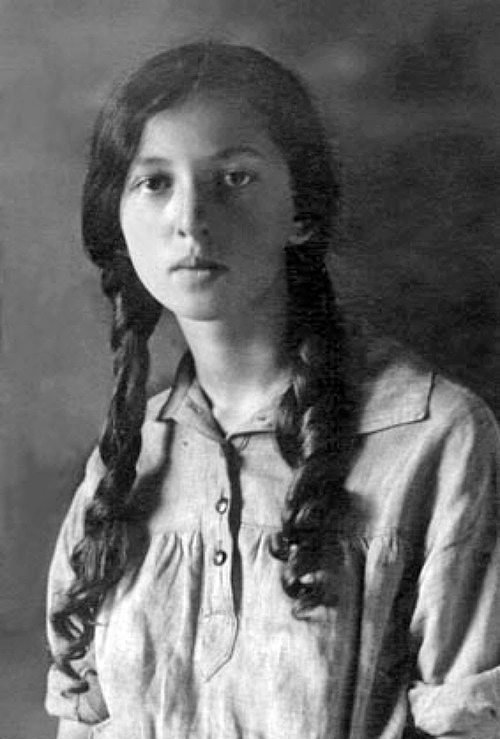
Элеонора Гальперина в возрасте 15 лет. Июль 1927

Родилась в Одессе, в семье врача-терапевта еврейского происхождения Якова Исааковича Гальперина и юриста Фредерики (Фриды) Александровны Гальпериной (урождённой Подорольской; 1888—1951). Отца арестовывали дважды — в 1937 и 1950 годах; он провёл в сталинских лагерях около 12 лет, в ссылках между арестами работал врачом и фельдшером; реабилитирован в 1954 году. Мать, дочь присяжного поверенного Иезекиила Нисоновича Подорольского, окончила юридический факультет МГУ, работала юрисконсультом в Наркомате финансов (впоследствии — Министерстве финансов), большей частью в отделе культуры и просвещения; сводная сестра драматурга и журналиста Н. А. Подорольского.
С детских лет жила в Москве. В 1929 году окончила школу. После многократных настойчивых попыток поступить в вуз была в 1933 году принята в Редакционно-издательский институт, а после его расформирования перевелась в Московский педагогический институт имени В. И. Ленина, который окончила в 1937 году с дипломной работой «Мопассан как гуманист», обнаружив, по мнению своего научного руководителя Е. Л. Гальпериной, «несомненный художественный вкус и литературную одарённость». Затем училась в аспирантуре (окончила в 1941 году), защитила диссертацию, посвящённую творчеству Артюра Рембо. Публиковала в периодике статьи о классической (Мопассан, Байрон, Мюссе) и новейшей зарубежной литературе.
Вышла замуж за литературоведа Бориса Кузьмина (погиб на фронте в 1943 году), впоследствии подготовила к печати том его избранных работ. Дочь — Эдварда Кузьмина, литературный критик и редактор, внук — литератор Дмитрий Кузьмин.
Среди друзей, учителей, учениц и коллег Норы Галь — Александр Аникст, Вера Топер, Нина Дарузес, Мария Лорие, Раиса Облонская, Морис Ваксмахер, Евгения Таратута, Абрам Штейн, Александра Раскина, Борис Володин, Лев Разгон, Мариэтта Чудакова, Тамара Казавчинская.
Скончалась 23 июля 1991 года в Москве. Прах захоронен на Донском кладбище (колумбарий 14, торец 1).

## Творчество
Ещё школьницей опубликовала несколько стихотворений, в студенческие годы выступила в печати как прозаик. В 1934 году написала несколько пионерских песен. Одна из них, «Про Петю», была положена на музыку Д. Кабалевским и исполняется до сих пор. В конце 1930-х годов выступала с многочисленными статьями о текущей зарубежной литературе в журнале «Интернациональная литература», «Литературном обозрении», «Литературном критике» и др. В военные годы впервые попробовала себя в переводе (1942). После войны много работала как редактор переводов (произведения Жюля Ренара, Александра Дюма, Герберта Уэллса). В 1944—1945 годах преподавала зарубежную литературу в Московском полиграфическом институте. В первые послевоенные годы публиковалась как литературный критик и публицист; в 1947 году оказалась в центре закулисного скандала, связанного с публикацией первой в СССР статьи о Джордже Оруэлле. С 1948 года окончательно уходит в перевод. Принадлежала к младшему поколению так называемой «школы Кашкина» — группы переводчиков (главным образом, с английского языка), стремящихся передавать переводимые произведения в наиболее художественно убедительном для современного русского читателя виде. Член Союза писателей СССР с 1957 года (рекомендации В. М. Топер, М. П. Богословской и Н. Л. Дарузес).
На рубеже 1950-х и 1960-х годов переводы таких книг, как «Маленький принц» Сент-Экзюпери, рассказы Сэлинджера, повесть Харпер Ли «Убить пересмешника», выводят Нору Галь в круг ведущих мастеров художественного перевода. В последующем переводческом творчестве Норы Галь уживается тонкая психологическая проза XX века — «Посторонний» Камю, «Смерть героя» Олдингтона, романы Томаса Вулфа, Джойс Кэрол Оутс, Кэтрин Энн Портер — с увлечением фантастикой, вылившимся в плодотворную работу над рассказами и повестями Рэя Брэдбери и Клиффорда Саймака, Азимова и Кларка, Желязны и Ле Гуин, Старджона и Шекли.
Многие переводы Норы Галь долгое время оставались «в столе» (например, «Корабль дураков» Кэтрин Энн Портер, переведённый в 1976, опубликован только в 1989 году), некоторые переводы увидели свет уже после смерти их автора: романы Невила Шюта «Крысолов» (первый перевод сделан в 1942 году) и «На берегу».
Более 30 лет (с 1935 года) была дружна с писательницей Фридой Вигдоровой. С французским текстом «Маленького принца» Нора Галь познакомилась благодаря Вигдоровой и тут же перевела повесть для Фриды и её маленьких дочерей — Галины и Александры. Несколько статей на нравственно-педагогические темы были написаны Вигдоровой и Норой Галь в соавторстве (коллективный псевдоним — «В. Гальченко»).

### Оценки переводов
- Корней Чуковский в книге «Высокое искусство» (1964) причисляет перевод повести Харпер Ли «Убить пересмешника», выполненный Норой Галь и Р. Облонской в соавторстве, к числу «переводов, которые могли бы пригодиться молодым переводчикам в качестве образцов и учебников»[12] ; высокую оценку переводу дала и рецензент русского издания И. М. Левидова[13].
- Илья Кукулин называет Нору Галь лучшим представителем школы Кашкина, перетолковавшим предложенные им принципы перевода «в просветительские, основанные на гуманистическом представлении о возможности взаимопонимания очень разных людей»[14].
- А. С. Петриковская в обзоре переводов австралийской литературы на русский язык отмечает, что рассказ Доналда Стюарта «Кондамайнский колоколец» в переводе Норы Галь «столь же превосходен, сколь и оригинал»[15].

### «Слово живое и мёртвое»
В 1972 году вышла в свет книга Норы Галь «Слово живое и мёртвое», обобщающая её профессиональный опыт. Основу книги составили примеры неудачных и ошибочных языковых и стилистических решений переводчиков, авторов и редакторов, сопровождаемые кратким анализом и предложениями более удачной замены. Выразительность и естественность языка, по мнению Норы Галь — ценность не только тех, кто профессионально работает со словом, но и всякого говорящего и пишущего. Поэтому много внимания в книге уделено повседневной речи, да и адресована она далеко не только специалистам. Фрагменты книги, опубликованные в 1973 и 1975 годах в выходившем огромным тиражом журнале «Наука и жизнь», вызвали немалый читательский резонанс.
При жизни автора книга была трижды переиздана (1975, 1979, 1987). Каждое издание дорабатывалось Норой Галь. Особое значение имел дополнивший четвёртое издание книги раздел «Поклон мастерам», посвящённый творческим находкам ряда выдающихся русских переводчиков. После смерти автора книга была издана семь раз (2001, 2003, 2007, 2011, 2012, 2015, 2021), с различными дополнительными материалами о жизни Норы Галь, творческом методе и её взглядах на работу с языком.

### Переводы

#### С английского
- Айзек Азимов: рассказы «Мой сын — физик», «Что если…»
- Артур Конан Дойль: «История жилички под вуалью» (рассказ)
- Уаймен Гвин: «Планерята» (рассказ; перевод и публикация — 1969)
- Клиффорд Саймак: «Всё живое …» (роман), рассказы «Дом обновлённых», «Разведка».
- Артур Кларк: роман Конец детства; 2001: Космическая одиссея (недостающие главы)
- Милдред Клингерман: «Победоносный рецепт» (рассказ)
- Джон Бойнтон Пристли: пьесы «Время и семья Конвей», «Опасный поворот»
- Роберт Шекли: рассказы «Заповедная зона», «Страж-Птица», «Доктор Вампир и его мохнатые друзья»
- Рэй Брэдбери: рассказы «Берег на закате», «Бетономешалка», «Были они смуглые и золотоглазые», «Всё лето в один день», «Дракон», «Завтра конец света», «Запах сарсапарели», «Здравствуй и прощай», «Земляничное окошко», «И всё-таки наш…», «Икар Монгольфье Райт», «Калейдоскоп», «Конец начальной поры», «Кошки-мышки», «Лучезарный Феникс», «Машина до Килиманджаро», «На большой дороге», «О скитаньях вечных и о Земле», «Пешеход», «Погожий день», «Превращение», «Пустыня», «Ракета», «Секрет мудрости», «Убийца», «Урочный час», «Человек в картинках»
- Уильям Тенн: «Недуг» (рассказ)
- Урсула Ле Гуин: «Апрель в Париже» (рассказ, переведён в 1978)[17]
- Эдмонд Гамильтон: «Гостиница вне нашего мира» (рассказ; перевод — 1966, первая публикация — 1991)
- Джеймс Блиш: «День Статистика» (рассказ)
- Джек Лондон: рассказы «Жемчуг Парлея», «Приключение в воздушном океане», «Сын Волка»; повесть «Смок и Малыш»
- Чарльз Диккенс: "Одержимый, или Сделка с призраком " (повесть), «Очерки Боза: Наш приход» (Гл. 7. Наш ближайший сосед); Картинки с натуры (Гл. 15. Утренний дилижанс; Гл. 18. Парламентский очерк); Рассказы (Гл. 6. Чёрная вуаль)
- Мюррей Лейнстер: рассказы «Замочная скважина», «Этические уравнения»
- О'Генри: рассказы «Блуждания без памяти», «Воробьи на Мэдисон-сквере», «Жертва невпопад», «Ценитель и пьеска»
- Пол Андерсон: рассказы «Сестра Земли», «Прогулка при Луне», «Семена»
- Роджер Желязны: «Одержимость коллекционера» (рассказ)
- Теодор Старджон: рассказы «Искусники планеты Ксанаду», «Ракета Мяуса»
- Марк Твен, Уорнер Чарльз Д.: «Позолоченный век: Повесть наших дней» (роман, книга II) — обычно произведения крупной формы, переводимые несколькими переводчиками, Нора Галь подписывала как совместную работу, однако в этом случае она потребовала, чтобы её перевод подписали отдельно, не желая работать с «непрофессиональным» Л. Хвостенко
- Герберт Уэллс: «Пища богов» (роман)
- Зенна Хендерсон: «Подкомиссия» (рассказ)
- Эдгар Аллан По: рассказы «В смерти — жизнь», «Лягушонок», «Падение дома Ашеров»
- Эдвард Морган Форстер: «Возвращение из Колона» (рассказ)
- Роберт Силверберг: «Рукою владыки» (рассказ)
- Лестер Дель Рей: «Крылья ночи» (рассказ; перевод и публикация — 1969)
- Джером Д. Сэлинджер: рассказы «В лодке», «И эти губы, и глаза зелёные…»
- Этель Лилиан Войнич: «Джек Реймонд» (роман)
- Томас Вулф: «Домой возврата нет» (роман) — Совместно с Р. Облонской
- Теодор Драйзер: «Американская трагедия» (роман; совместно с З. Вершининой), «Дженни Герхардт» (роман; совместно с М. Лорие), «Золотой мираж» (рассказ), «Очистка нефти» (очерк)
- Колин Маккалоу: «Поющие в терновнике» (роман)
- Кэтрин Энн Портер: «Корабль дураков» (роман; перевод — 1976, первая публикация перевода — 1989)[18], «Тщета земная» (повесть)
- Уильям Сомерсет Моэм: рассказы «Джейн», «Друг познаётся в беде», «На окраине империи», «Нечто человеческое», «Поэт», «Чувство приличия»
- Ричард Олдингтон: «Смерть героя» (роман)
- Джеймс Олдридж: «Последний изгнанник» (роман) — совместно с Р. Облонской
- Джойс Кэрол Оутс: рассказы «Выздоровление», «Куда идёшь, ты где была?», «Оттепель»; роман «Сад радостей земных»
- Дэнни Плектей: рассказ «Не нашей работы»
- Фрэнсис Брет Гарт: рассказы «Горный Меркурий», «Рыжий Пёс», «Сара Уокер», «Джинни», «Дынька», «Подопечные мисс Пегги», «Ребячий Пёс», «„Старуха“ Джонсона», «Чудак»
- Олдос Хаксли: «Субботний вечер» (рассказ)
- Невил Шют: романы «Крысолов», «На берегу»
- Боуэн Р.: «Дом поодаль от дороги» (рассказ)
- Генри Джеймс: «Хью Мэрроу» (рассказ; первая публикация — 1988) — этот рассказ остался незаконченным и был найден только в середине 1980-х годов. Нора Галь перевела для газетной публикации его начало, обладающее относительной сюжетной завершенностью.
- Дженнифер Джонстон: «Старая шутка» (роман)
- Доналд Стюарт. «Кондамайнский колоколец» (рассказ)
- Джойс Кэри. «Предел» (рассказ)
- Кэтрин Мэнсфилд. Путешествие (рассказ)
- Люкас М. «Ковчег» (рассказ)
- Декстер Мастерс. «Несчастный случай» (роман) — совместно с Н. Тренёвой
- Шон О’Фаолейн. «Единственный верный друг» (рассказ)
- Фрэнк Сарджесон. «Мне приснилось» (повесть)
- Гаррисон Солсбери. Очерки: «Взбаламученные», «Предместья»
- Сьюзен Зонтаг: рассказы «Манекен», «Малыш» (перевод — 1981, первая публикация перевода — 2012)
- Уайтфорд Уинн. «Путь один — в завтра» (рассказ)
- Говард Фаст. «Выводок» (рассказ)
- Джон Чивер. «Сент-джеймсский автобус» (рассказ)
- Шейла Дилени: «Павана для мёртвого принца» (рассказ, перевод и публикация — 1973)
- Шервуд Андерсон. «И ещё сестра — смерть» (рассказ)
- Элизабет Джолли. «Земля Билла Спрокета» (рассказ)

#### С французского
- Жерар Клейн. «Голоса Пространства» (рассказ)
- Андре Моруа. «Машина для чтения мыслей» (фрагмент романа)
- Антуан де Сент-Экзюпери: «Маленький принц» (сказка), «Планета людей» (роман), «Письмо заложнику» (эссе), «Письмо генералу X»
- Луи Арагон: статьи «В чём вам пример сегодня подаю…», «Крестный путь Габриеля Пери», «Написано для районного партийного собрания», «Свидетель мучеников»
- Александр Арну. «Экран» (рассказ)
- Анри Барбюс: «Улюлю!…» (рассказ)
- Пьер Гаскар. «Водоём» (рассказ)
- Ален Доремье. «Пора мщения»
- Морис Женевуа: из книги «Кроткий зверинец» (Дом; Ёж; Кролик; Жираф)
- Жорж Дюамель: из книги «Притчи моего сада» (Сад Кандида; Верность себе; Правило воздержания; Техник. Философ. И пророк; Счастливые дороги; Гора и река; Планы на ещё одну жизнь); «Третья симфония» (рассказ)
- Ив Дермез. «Мальчик» (рассказ)
- Альбер Камю: «Посторонний», эссе «Лето в Алжире», «Миндальные рощи», «Между Да и Нет», «Прометей в аду»
- Франсуа Нурисье. «Хозяин дома» (повесть)
- Луи Перго. «Гибельное изумление» (рассказ)
- Симона Тери. «Они сражаются при Фермопилах» (борьба греческого народа за свою независимость) — совместно с Т. Кудрявцевой
- Шарль-Луи Филипп. «Жизнь» (рассказ)
- Альбер Эгпарс. «Возвращение в Шатейон» (рассказ)
- Франц Элленс: рассказы «Великаны», «Карлики», «Мир под ногами», «Состязание»

##### Воспоминания об Антуане де Сент-Экзюпери
- Верт, Леон: «Каким я его знал…» / «Таким я его знал»
- Деланж, Рене: Из книги «Жизнь Сент-Экзюпери»
- Дора, Дидье: «Из воспоминаний» / «Мысль и сердце в полёте»
- Лелё, Жан-Марсель: «Пилот авиагруппы 2/33»
- Пелисье, Жорж: Из книги «Пять обликов Сент-Экзюпери» / «С задания не вернулся»
- Руа, Жюль: «Возвращение к битве»
- Симона де Сент-Экзюпери: «Мой брат Антуан»
- Шассэн, Леонель-Макс: «Всеобъемлющее странствие»
- Шеврие, Пьер: «Кудесник»

#### Неопубликованные
- Ромен Роллан. «Дневники» (тетрадь XVIII, 04.XI.-31.XII.1916 г.)
- Саган, Франсуаза. «Любите ли вы Брамса?» (повесть; Гл. IX—XVIII)
- Уилсон, Доналд: «Сага о Форсайтах» (сценарий телесериала: серии 5 («Собственник»), 8 («Последнее лето Форсайта»), 9 («В петле»), 11 («В паутине»))
- Тейлор, Питер. «Вызов в Мемфис» (роман)

### Редакторская работа
- Александр Дюма. Граф Монте-Кристо: Роман. / Пер. с французского под ред. Н. Галь и В. Топер. — М.: ГИХЛ, 1946.
- Ренар Жюль. Избранное: В 2 т. / Пер. Н. Жарковой и С. Парнок. — М.: ОГИЗ, 1946.
- Теодор Драйзер. Собрание сочинений: В 12 т. — М.: ГИХЛ, 1952. — Т. 5. Стоик: Роман. / Пер. М. Богословской, Т. Кудрявцевой. — Редакторы Н. Банников и Н. Галь.
- Теодор Драйзер. Собрание сочинений: В 12 т. — М.: ГИХЛ, 1953. — Т. 10. Рассказы. 15
- Герберт Уэллс. Человек-невидимка: Роман. / Перевод с английского под ред. Н. Галь. — М.: ГИХЛ, 1954.
- Рассказы американских писателей. — М.: ГИХЛ, 1954. / Редакторы Н. Галь и А. Миронова.
- Фаст Говард. Тони и Волшебная дверь: Повесть. / Пер. Н. Кулаковской и М. Тарховой под ред. Н. Галь. — М.: ДетГИЗ, 1955.
- Фаст Говард. Сборник рассказов. — 1956. 16
- Майн Рид. Собрание сочинений: В 6 т. — М.: Детгиз, 1956. — Т. 1. Белый вождь: Роман. / Пер. Э. Березиной и Р. Облонской.
- Арагон Луи. Собрание сочинений: В 11 т. — Т. 2. Пассажиры империала. / Пер. Н. Немчиновой. 17
- Паркинсон Сирил. Закон Паркинсона. / Пер. С. Майзельс, Ю. Полякова под ред. Н. Галь. // Иностр. лит., 1959, № 6
- Моэм Уильям Сомерсет. Луна и грош: Роман. / Пер. Н. Ман. — М.: ГИХЛ, 1960.
- Голсуорси Джон. Собрание сочинений: В 16 т. — М.: Правда, 1962. — Т. 16. Сатира. Статьи. Речи. Письма.
- Новозеландские рассказы. — М.: Издательство художественной литературы, 1963. / Переводы под ред. Н. Галь.
- Сноу Чарльз П. Коридоры власти. / Пер. В. Ефановой, М. Мироновой, Р. Облонской под ред. Н. Галь. // Иностр. лит., 1966, № 11—12.
- Стивенсон Роберт Луис. Собрание сочинений: В 5 т. — М.: Правда, 1967. — Т. 4. Похищенный: Роман. / Пер. М. Кан 18; Катриона: Роман. / Пер. Н. Тренёвой и В. Хинкиса; Вечерние беседы на острове. / Пер. Т. Озерской. — Ред. Н. Галь и И. Бернштейн.
- Брэдбери Рэй. Вино из одуванчиков: Повесть, Рассказы. / Под ред. Н. Галь. — М.: Мир, 1967.

Составление сборников
- Сент-Экзюпери А. Планета людей: Сб. — М.: Молодая гвардия, 1970.
- Кузьмин Б. А. О Голдсмите, о Байроне, о Блоке… / Сост. Н. Галь, Э. Кузьмина. — М.: Худож. лит., 1977.

### Проза
- Повесть о друзьях // «Молодая гвардия», 1935. — № 3. — С. 87—109.

Художественный перевод и культура речи
- «Слово живое и мёртвое»

#### Статьи
В список не включены статьи (общим числом около 15), написанные Норой Галь для журнала «Промышленные кадры», внештатным корреспондентом которого она работала в 1930—1932 годах. Статьи опубликованы под различными псевдонимами (Л. Норская, Н. Галина и др.).
- 1936 «День мёртвых» Поля Низана
- 1936 «Смерть героя» Р. Олдингтона
- 1937 «Капитанская дочка»
- 1937 Альфред де Мюссе: К 80-летию со дня смерти
- 1937 Эжен Даби. «Зелёная зона»
- 1938 «Мёртвая рука» Альберта Эгеспарса
- 1938 «На краю мола» Анри Пуадено
- 1938 Вторая книга Роже Белланже
- 1938 Франс Элленс
- 1939 «Дороги к морю» Ф. Мориака
- 1939 «Погружения» Франсуа Мориака
- 1939 «Сигнал бедствия» Роже Верселя[фр.]
- 1939 Ранняя проза Мопассана
- 1939 Эльза Триоле. «Добрый вечер, Тереза»
- 1940 «Инсургент»: Роман Жюля Валлеса
- 1940 Артюр Рембо и его критики
- 1940 Тид Монье[фр.]. «Хлеб бедняков»
- 1941 «Инженер» Ю. Крымова
- 1941 Образы французских патриотов
- 1941 Переход Байрона к реализму
- 1944 Романы о борьбе с фашизмом
- 1945 Как вы изучаете родной язык? // Соавтор: Фрида Вигдорова [Подп. В. Гальченко]
- 1945 Кто твой товарищ? // Соавтор: Фрида Вигдорова [Подп. В. Гальченко]
- 1945 На что обиделась Соня С.?
- 1946 «За Камой-рекою»: Спектакль Московского драматического театра // Соавтор: Фрида Вигдорова
- 1946 Е. Шварц. «Три сказки» // Соавтор: Фрида Вигдорова [Подп. В. Гальченко]
- 1946 Живое слово // Соавтор: Фрида Вигдорова
- 1946 Книги и люди: О судьбе героев «Педагогической поэмы» // Соавтор: Фрида Вигдорова
- 1946 Поговорим о скромности // Соавтор: Фрида Вигдорова
- 1946 Сердечный и умный друг // Соавтор: Фрида Вигдорова
- 1946 Школа вежливости // Соавтор: Фрида Вигдорова
- 1946 Это справедливо! // Соавтор: Фрида Вигдорова [Подп. В. Гальченко]
- 1947 В долгу перед учителем: О журнале «Советская педагогика» // Соавтор: Фрида Вигдорова [Подп. В. Гальченко]
- 1947 В канун праздника: Очерк // Соавтор: Фрида Вигдорова [Подп. В. Гальченко]
- 1947 Дорогой образ // Соавтор: Фрида Вигдорова [Подп. В. Гальченко]
- 1947 Как это случилось // Соавтор: Фрида Вигдорова [Подп. В. Гальченко]
- 1947 О культуре подлинной и мнимой
- 1947 Растленная литература (Дж. Оруэлл «Диккенс, Дали и другие»)
- 1947 Стихи для детей (А. Барто. «Качели»)
- 1947 Униженная наука (Н. Бэлчин «В маленькой лаборатории»)
- 1949 С. Георгиевская. «Бабушкино море» // Соавтор: Фрида Вигдорова [Подп. В. Гальченко]
- 1959 Чувство товарищества. («Три товарища» Э. М. Ремарка)
- 1960 Над пропастью («Над пропастью во ржи» Дж. Д. Сэлинджера)
- 1963 Антуан де Сент-Экзюпери
- 1971 La Presence de Franz Hellens en Union Sovietique [На французском языке]
- 1973 «На ножах»
- 1973 Берегись канцелярита
- 1975 И ещё о канцелярите
- 1975 Под звездой Сент-Экса / Sous l’étoile de Saint-Ex
- 1975 Продолжение следует
- 1986 100 лет изданию: в 1886 г. напечатаны были «Озарения» Артюра Рембо
- 1987 Правда и музыка слова
- 1991 Школа Кашкина
- 1997 Помню

#### Прочее
- 1997 О новом переводе романа Дж. Д. Сэлинджера «Catcher in the Rye» («Над пропастью во ржи») (внутренняя рецензия)
- 1997 Агата Кристи «Скорбный кипарис» (внутренняя рецензия)
- 1997 Андре Нортон «Саргассово море вселенной» (внутренняя рецензия)
- 1997 Клиффорд Саймак. Город (внутренняя рецензия)
- 1997 О переводе романа Дж. Лондона «Мартин Иден» (внутренняя рецензия)
- 1997 Рэй Брэдбери «Надвигается недоброе…» (внутренняя рецензия)
- 1997 Из переписки с издательствами
- 1997 Из переписки с читателями / Из переписки с читателями «Слова»
- 1997 Разные письма

### Поэзия
- 1925 Встречай (под псевдонимом НОР-ГАЛЬ)
- 1926 Беспризорные (под псевдонимом Деткор Нор Галь)
- 1926 Весна (под псевдонимом НОРГАЛЬ)
- 1927 Зимнее (под псевдонимом Деткор НОРГАЛЬ)
- 1927 Колька (под псевдонимом Деткорка НОРГАЛЬ)
- 1933 Борис
- 1934 Майский марш
- 1934 Про Петю (Частушки)
- 1935 Восстание (Песня)
- 1997 «В саду пробегало низкое солнце…»
- 1997 «Вечером, в час встреч, кино и сказок…»
- 1997 «Живём, как жили наши предки…»
- 1997 «Как всегда, трещали трамваи…»
- 1997 «Над самой высокой крышей…»
- 1997 «С заката тучи проносились так…»
- 1997 «Среди сильных, суровых и серых…»
- 1997 «Старый мир высок и тонок…»
- 1997 «Я почему-то помню лагерь…»
- 1997 Европа
- 2003 «Все силы — слову родному…»
- 2003 «Пусть рвутся связи, меркнет свет…»
- 2003 «Уже ничего не хочется…»
- 2003 «Я знаю, будет мир опять…»
- 2007 «Опять по моим равнинам…»

## Признание и память
- 17 марта 1995 года по предложению Е. А. Таратуты в честь Норы Галь имя (4049) Noragal' присвоено малой планете из пояса астероидов, которую открыла астроном Тамара Смирнова[19] в Крымской астрофизической обсерватории (см. Циркуляр малых планет № 24916).
- В 1997 году к 85-летию автора вышел сборник «Нора Галь: Воспоминания. Статьи. Стихи. Письма. Библиография», в который вошли статьи Раисы Облонской, Евгении Таратуты, Юлианы Яхниной , Александры Раскиной, Бориса Володина, юношеские стихи, внутренние рецензии, переписка Норы Галь с читателями и издателями, разные письма и библиография её работ.
- В 2012 году издательство ВГБИЛ «Рудомино» приурочило к столетию переводчицы выпуск сборника её избранных работ «Апрель в Париже. Зарубежная новелла в переводах Норы Галь», открыв этой книгой серию «Мастера художественного перевода».
- В 2019 году в серии издательства «АСТ» «Неизвестный архив» вышел сборник «Нора Галь. Мама Маленького принца», подготовленный дочерью переводчицы, Эдвардой Кузьминой. В книгу вошла переписка Норы Галь с читателями, издательствами, коллегами, различные статьи и воспоминания[20].

### Премия Норы Галь
В память о Норе Галь учреждена премия за перевод короткой прозы XX—XXI веков, первоначально только с английского языка. Учредителями премии стали наследники переводчицы — её дочь, литературный критик и редактор Эдварда Кузьмина, и внук, литературовед, поэт и переводчик Дмитрий Кузьмин. 27 апреля 2012 года, к 100-летию Норы Галь, премия была впервые вручена: главной награды была удостоена Евгения Канищева, специальную премию получил Максим Немцов. В 2013 году были присуждены три специальных премии, в дальнейшем премия присуждалась ежегодно. Среди её лауреатов, в частности, Михаил Назаренко (2014 и 2017), Светлана Силакова (2018), Шаши Мартынова (2019), Татьяна Боровикова (2020), Павел Зайков (2021), Елена Кожина (2022), Лариса Беспалова (2023). С 2023 года премия присуждается за перевод не только с английского, но и с французского языка. Александр Ливергант высоко оценил профессиональный уровень Премии Норы Галь и её важность как способа отметить работу переводчиков, предпочитающих, вслед за Норой Галь, перевод короткой прозы